# Trung Sơn (nước)

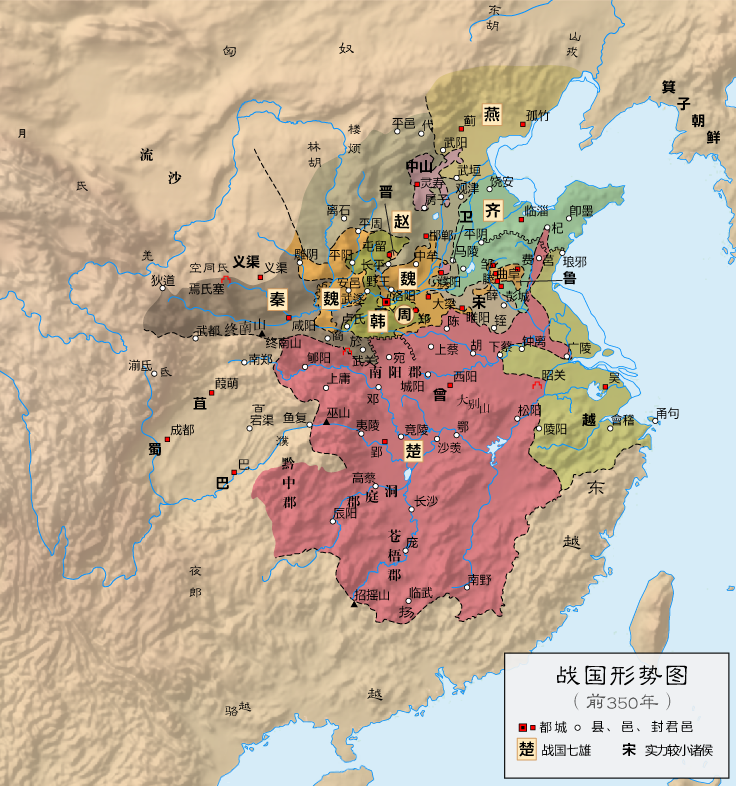
Năm 350 TCN
Trung Sơn (中山)
Yên (燕)
Triệu (赵)
Ngụy (魏)
Hàn (韩)
Tề (齐)
Vệ (卫)
Lỗ (鲁)
Tống (宋)
Tần (秦)
Việt (越)
Sở (楚)
Đất do thiên tử nhà Chu cai quản

Trung Sơn (chữ Hán: 中山 bính âm: Zhōngshān) là một nước chư hầu được dựng ở miền Nam Trung tỉnh Hà Bắc thuộc bộ Tiên Ngu giống Bạch Địch ở miền Bắc Trung Quốc trong thời Chiến Quốc.

## Lịch sử
Xuất phát từ nguồn gốc bộ Tiên Ngu giống Bạch Địch nằm ở phía tây chân núi Thái Hành Sơn, năm 414 TCN Vũ Công dẫn dắt dân chúng tới định cư ở chân núi Thái Hành Sơn, lập nước Trung Sơn ở phía bắc tỉnh Hà Bắc hiện nay. Ban đầu chỉ là một nước nhỏ yếu, tới năm 407 TCN Nhạc Dương nước Ngụy mang quân san bằng thủ đô nước này. Nhưng Hoàn công đã trốn tới núi lớn tiếp tục kháng cự lại trong vòng 20 năm, phục hồi lại nước, về sau thực hiện cải cách nỗ lực trở thành nước giàu binh mạnh và mở rộng lãnh thổ, tới năm 296 TCN bị nước Triệu tiêu diệt.
Quốc gia này có nhiều yếu tố từ dân du mục có chút khác biệt so với các nước chư hầu ở Trung Nguyên, sử liệu về Trung Sơn rất ít và hiếm nên được gọi là vương quốc thần bí, từ thập niên 1970 đến 1980 ở huyện Bình Sơn gần Thạch Gia Trang, giới khảo cổ đã đào được ngôi mộ cổ của một quý tộc ở thành cổ Linh Thọ, phát hiện khá nhiều đồ làm bằng vàng, bạc đồng, ngọc và gốm sứ xa hoa tráng lệ, ngoài ra còn đào được một cột trụ dựng lều trại nguy nga phảng phất văn hoá du mục, số cổ vật này đều được đưa vào bảo tồn trong viện bảo tàng tỉnh Hà Bắc. Đặc biệt trong số di vật còn lại người ta còn phát hiện một loại rượu thời cổ đại còn y nguyên.

## Danh sách quân chủ Trung Sơn
- Văn công (? TCN - 415 TCN)
- Vũ công (414 TCN - 406 TCN)
- Hoàn công (388 TCN - 340 TCN)
- Thành công (340 TCN - 328 TCN)
- Vương Thố (327 TCN - 313 TCN)
- Vương (Thiếp+Tử) Thứ (312 TCN - 299 TCN)
- Vương Thượng (298 TCN - 296 TCN)